# Une femme qui ne disait rien
Une femme qui ne disait rien est un roman de Michelle Schuller publié en 1990 aux Presses de la Renaissance et ayant reçu le prix des Libraires l'année suivante.

## Éditions
- Une femme qui ne disait rien, Presses de la Renaissance, 1990  (ISBN 2-85616-585-0).